# 北九州市消防局
北九州市消防局（きたきゅうしゅうししょうぼうきょく）は、福岡県北九州市の消防局（消防本部）。管理者は北九州市長。

## 沿革
- 1963年2月 北九州市消防局発足。初代消防局長 坂村明就任。
- 1963年10月 第2代消防局長 森永恒治就任。
- 1965年10月 北九州市消防団の設置等に関する条例制定。
- 1966年8月 穴生出張所を開設する。
- 1967年1月 田町出張所及び穴生出張所が分署に昇格する。
- 1968年6月 消防局に部制を導入する。
- 1970年2月 砂津出張所が新築のうえ移転し富野出張所に改称する。
- 1970年4月 二島出張所が新築のうえ移転し島郷出張所に改称する。
- 1970年6月 消防艇を配備する。
- 1970年10月 上津役出張所を開設する。
- 1970年11月 救急車のサイレンを電子音（ピーポーサイレン）に取り替える。
- 1971年4月 三谷出張所を開設する。
- 1972年2月 門司西出張所を開設する。
- 1972年4月 消防局が新市庁舎へ移転する。
- 1973年4月 藤ノ木出張所を開設する。
- 1974年4月1日 行政区再編により7区となり、新行政区に消防署を開設し7署（門司消防署、小倉北消防署、小倉南消防署、若松消防署、八幡東消防署、八幡西消防署及び戸畑消防署）体制となる。穴生分署及び北方出張所を廃止する。田町分署を室町出張所とする。
- 1974年6月 枝光出張所を開設する。
- 1974年11月 一条出張所が新築のうえ移転し高見出張所に改称する。
- 1975年5月 原出張所を開設する。木町出張所が新築のうえ移転し熊谷出張所に改称する。
- 1976年9月 黒崎西出張所を開設する。
- 1978年12月 林野火災工作車を三谷出張所に配備する。
- 1982年4月 北九州市民防災センターを開設する。
- 1987年11月 黒崎分署を開設する。
- 1990年8月 消防科学研究所が業務を開始する。
- 1992年7月 高規格救急車を小倉北消防署に配備し運用を開始。
- 1992年9月 北九州市消防音楽隊カラーガード隊発足。
- 1993年5月 消防航空隊が発足。
- 1993年12月 マレーシアビル倒壊災害に対して国際消防救助隊を派遣。
- 1995年2月 第3回全国救急隊員シンポジウム開催。
- 1996年9月 北九州市消防活動支援OB隊（愛称：シルバーベレー）発足。
- 1998年4月 小倉北消防署井堀出張所を開所。小倉北消防署井堀出張所に化学救助隊を配置。
- 1999年4月 折尾分署を開署。
- 1999年12月 若松消防署が新築のうえ移転。
- 2000年12月 救急車が全て高規格救急車となる。
- 2002年4月 消防局が現在地に新築移転。
- 2003年3月 富野出張所が新築移転。
- 2003年4月 「北九州市救命ボランティアの会[1]」（愛称：ハートライン）発足。
- 2004年4月 末広出張所と室町出張所を統廃合のうえ浅野分署を開設。
- 2005年4月 東西方面本部制導入し方面指揮隊機動指揮班を編成。
- 2006年2月 曽根出張所が新築のうえ移転し臨空出張所に改称する。消防航空隊基地を新築のうえ移転。
- 2007年3月 葛原出張所を曽根方面へ移転・新築し、新曽根出張所を開設。
- 2007年4月 北九州市特別高度救助隊 （通称「ハイパーレスキュー・北九州」）発隊。
- 2007年11月 戸畑消防署が新築のうえ移転。
- 2008年4月 第24代消防局長 西村博消防司監就任。
- 2008年6月 市立八幡病院敷地内に「北九州市消防局救急ワークステーション」開設。
- 2008年8月 第37回全国消防救助技術大会 開催。
- 2009年4月 第25代消防局長 山家桂一消防司監就任。初代危機管理担当理事 神崎哲朗就任。
- 2010年4月 第26代消防局長 小見彰消防司監就任。
- 2011年3月 東日本大震災被災地に北九州市緊急消防援助隊を派遣。
- 2011年4月 第27代消防局長 櫛井正喜消防司監就任。
- 2012年3月 「スクール救命士」事業が消防庁の応急手当短時間講習普及促進研究事業に指定。
- 2012年4月 危機管理室を市長部局に移管。
- 2012年10月 予防課火災調査係が消防庁長官表彰受賞。
- 2013年4月 第28代消防局長 石松秀樹消防司監就任。
- 2013年4月 地震体験車を導入。
- 2013年6月 第65回全国消防長会総会 開催。
- 2014年1月 第22回全国救急隊員シンポジウム 開催。
- 2014年1月 小倉北消防署が新築移転。
- 2014年3月 熊谷出張所が閉所。
- 2015年4月 第29代消防局長 川本一雄消防司監就任。
- 2016年3月 八幡東消防署が新築移転。
- 2016年4月 熊本地震に緊急消防援助隊（福岡県隊）を派遣する。
- 2016年10月 門司消防署が建替により仮設庁舎へ移転。
- 2017年4月 市内の消防出張所を消防分署に改名
- 2018年10月 多重情報処理車の運用終了
- 2019年2月 新しい門司消防署の運用開始

## 組織

### 総務部
- 総務課：庶務係、施設係、経理係、通信管理係
- 人事課：人事係、安全衛生係、組織計画係、消防音楽隊
- 訓練研修センター：市民防災センター

### 予防部
- 予防課：予防係、火災調査係、消防科学研究所
- 指導課：査察指導係、違反処理係、危険物保安係、建築設備係

### 警防部
- 警防課：警防係、救助係、消防団係、防災係
- 救急課：救急係、救急指導係、救急ワークステーション
- 消防航空隊：第一担当係、第二担当係、第三担当係
- 指令課：指令第一係、指令第二係、指令第三係 消防指令センター

### 消防署
- 予防課：庶務係、予防指導係
- 警防課：警防第一係、警防第二係、警防第三係

## 主力機械
2019年3月現在
- 消防ポンプ自動車：25

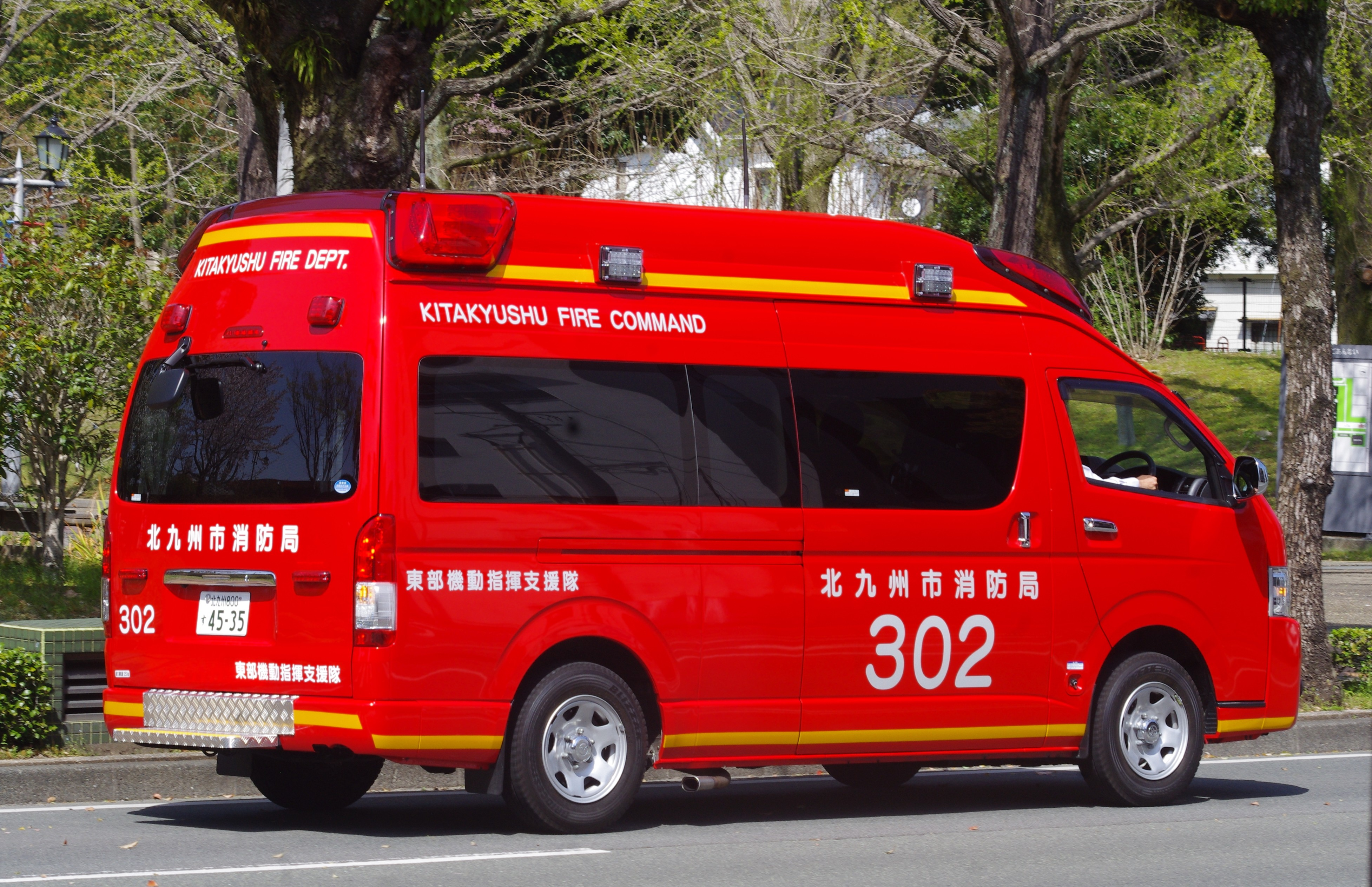
指揮隊車

- 救助工作車：7（ポンプ付6台と特別高度救助隊用のⅢ型）
- 特別高度工作車：1（ウォーターカッター積載ブロアー車）
- 水槽付消防ポンプ自動車：21
- はしご付消防自動車：8（15m2台、30m5台、40m1台）
- 大型高所放水車：1（30mはしご車）
- 屈折はしご付消防自動車：1（25m）
- 化学消防ポンプ自動車：5
- 大型化学消防ポンプ自動車 : 1
- 災害対応多目的車：2（コンテナ積載車両）
- 特殊災害対応車：1（化学災害救助車両）
- 高発泡照明車：1
- 泡原液搬送車：1
- 後方支援車：1（マイクロバス）
- 輸送車：5
- 資材運搬車：2
- 地震体験車：1
- 指揮隊車：9
- 指揮車：8
- 司令広報車：8
- 原因調査車：1
- 防災指導車：10
- 監察車：1
- 指揮司令車：1
- 軽査察車：32
- 高規格救急自動車：26（内予備車4台）
- 救急指導車：1
- 大型バス：1（音楽隊使用）
- マイクロバス：1
- フォークリフト：1
- 電源供給車：1（航空隊）
- 燃料補給車：1（航空隊）
- けん引車：1（航空隊）
- 消防艇：1（浅野分署）
- 消防ヘリ：1（北九州空港）
- 水難救助工作車：2

## 消防署
| 画像         | 消防署       | 住所                      | 分署 |
| ------------ | ------------ | ------------------------- | --- |
| （建替前）   | 門司消防署   | 門司区大里東一丁目4番10号 | 老松：門司区浜町3番22号 松ヶ江：門司区新門司一丁目1996番地69 門司西：門司区上馬寄一丁目10番18号                                       |
|              | 小倉北消防署 | 小倉北区大手町8番38号     | 浅野：小倉北区浅野三丁目10番50号 井堀：小倉北区井堀二丁目7番5号 富野：小倉北区神幸町2番22号                                           |
| 小倉南消防署 | 小倉南消防署 | 小倉南区若園五丁目1番3号  | 三谷：小倉南区徳吉南二丁目2番2号 新曽根：小倉南区大字曽根3947番地1 臨空：小倉南区大字朽網801番地1                                     |
| 若松消防署   | 若松消防署   | 若松区桜町1番28号         | 石峯：若松区用勺町2番34号 ひびきの：若松区ひびきの北9番5号                                                                            |
|              | 八幡東消防署 | 八幡東区大谷一丁目3番1号  | 高見：八幡東区高見二丁目8番22号 枝光：八幡東区枝光一丁目1番2号                                                                        |
| 八幡西消防署 | 八幡西消防署 | 八幡西区相生町19番19号    | 折尾：八幡西区光明一丁目9番20号 黒崎：八幡西区南八千代町2番10号 上津役：八幡西区下上津役一丁目7番3号 楠橋：八幡西区楠橋南二丁目1番1号 |
| 戸畑消防署   | 戸畑消防署   | 戸畑区新池二丁目1番15号   | 大谷：戸畑区東大谷一丁目19番13号 |

## 不祥事
小倉南消防署の救急隊員を務めていた52歳の男性消防士長が、2019年2月に自家用車で人身事故を起こし、現場から逃走したことが発覚した。消防士長は停職2カ月の懲戒処分、罰金15万円の略式命令を受け、10月1日に依願退職した。

## 国際協力・技術協力
北九州市消防局では、消防庁及び国際協力機構からの要請を受け、JICA「消火技術」や自治体職員協力交流事業研修員の受け入れている。また北九州市消防局では国際消防救助隊に11名の隊員を登録しており、海外の大規模災害発生時に国際緊急援助隊救助チームの一員として派遣される。1993年12月のマレーシアビル倒壊災害では実際に派遣された。

## ハイパーレスキュー北九州
2007年4月「ハイパーレスキュー北九州」が発隊。
小倉北消防署：東部特別高度救助隊が救助工作車Ⅲ型を運用。
八幡西消防署上津役分署：西部特別高度救助隊が救助工作車Ⅲ型を運用。
小倉北消防署井堀分署：特別高度化学救助隊が特殊災害対応車、特別高度工作車（ウォーターカッター積載ブロアー車）を運用。
救急ワークステーション：高度救急隊（八幡東救急隊兼務）が高規格救急自動車を運用。